# 快活フロンティア
株式会社快活フロンティア（かいかつフロンティア、英称：KAIKATSU FRONTIER Inc.）は、神奈川県横浜市都筑区に本社を置く、カラオケボックス「コート・ダジュール」・複合カフェ「快活CLUB」・フィットネスジム「快活CLUB  FiT24」などを運営する企業である。紳士服業界のAOKIホールディングスの完全子会社である。

## 沿革
- 1996年3月 - 婚礼衣装の販売・レンタルを目的として、株式会社マリアージュ・ア・パリを設立。
- 1998年3月 - 婚礼衣装の販売・レンタルの営業を休止。
- 2000年
  - 08月 - 商号を株式会社コート・ダジュールに変更。
  - 10月 - アオキインターナショナル（現・AOKIホールディングス）からカラオケ店など13店舗の営業を譲り受ける。
- 2002年7月 - 商号を株式会社ヴァリックに変更。
- 2003年
  - 07月 - 複合カフェ1号店となる「快活CLUB 14号幕張西店」を出店。
  - 12月24日 - 株式を店頭公開。
- 2004年3月26日 - 株式1株を2株に分割。
- 2006年1月26日 - 株式1株を2株に分割。
- 2007年
  - 3月27日 - 株式1株を2株に分割。
  - 11月 - 親会社・AOKIホールディングスの純粋持株会社化の一環として、株式交換によりAOKIホールディングスの完全子会社となることを発表。
- 2008年
  - 3月26日 - 株式上場廃止。
  - 4月1日 - AOKIホールディングスの完全子会社となる。
  - 8月28日 - 「快活CLUB 富山掛尾店」を出店し、富山県へ出店開始[4]。
- 2010年
  - 5月21日 -「快活CLUB足柄サービスエリア下り線店」を出店[5]するものの、2012年6月24日閉店、同年8月16日に「御殿場店」に統合移転。
- 2011年
  - 2月24日 - 「快活CLUB 新潟関屋大橋店」（2018年7月1日閉店[6]）を出店し、新潟市へ出店開始[7]。
  - 3月17日 - 「快活CLUB 8号松任店」を出店し、石川県へ出店開始[8]。
  - 10月6日 - 「快活CLUB 福山緑町店」・「廿日市店」の2店舗を出店し、中国地方・広島県へ出店開始[9]。
- 2012年
  - 1月12日 - 「快活CLUB 山形南館店」を出店し、山形県へ出店開始[10]。
  - 4月19日 - 「快活CLUB 防府店」を出店し、山口県へ出店開始[11]。
  - 4月26日 - 「快活CLUB 秋田広面店」を出店し、秋田県へ出店開始[12]。
  - 5月31日 - 同一建物内に「快活CLUB」と「コート・ダジュール」倉敷店を出店し、岡山県への出店開始[13]。
  - 8月9日 - 「快活CLUB 高松屋島店」（2018年4月1日閉店[14]）を出店し、四国地方・香川県へ出店開始[15]。
  - 10月18日 - 「快活CLUB 3号二日市店」を出店し、九州地方・福岡県へ複合カフェの出店開始[16]。
  - 10月25日 - 「快活CLUB 手稲富丘店」（2018年3月1日閉店[17]）・「快活CLUB 厚別東店」の2店舗を出店し、北海道出店開始[18]。
  - 11月1日 - 映クラ株式会社から「クラブモンブラン 東深津店」（同年9月25日閉店）を譲受け、「快活CLUB 福山東深津店」を居抜き出店[19]。これ以降、2013年までに、映クラ株式会社から複合カフェ「クラブモンブラン」6店舗の営業譲受けが順次行われた。
  - 12月13日 - 「快活CLUB 熊本はません店」を出店し、熊本県の出店開始[20]。
  - 12月20日 - 「快活CLUB 当知店」を出店し、200店舗を達成[21][22]。
- 2013年
  - 2月7日 - 「クラブモンブラン 松江店」（2012年12月9日閉店）を「快活CLUB 松江店」として出店し、島根県へ出店開始[23]。
  - 2月14日 - 「宇多津店」（2012年12月16日閉店）を譲受出店[24]。
  - 4月18日 - 女性専用エリアを初導入した「快活CLUB 池袋東口駅前店」を出店し、東京都心への出店開始[25]。
  - 7月19日 - 「コート・ダジュール 中洲川端駅前店」（2017年6月30日閉店[26]）を出店し、九州地方へカラオケボックスの出店開始[27]。
  - 10月24日 - 「大安寺店」（同年8月25日閉店）を譲受け、を居抜き出店[28]。これにより映クラ株式会社から6店舗の営業譲受けが完了。
  - 11月7日 - 「快活CLUB 徳島大学前店」を出店し、徳島県へ出店開始[29]。
  - 11月21日 - 「快活CLUB 長崎大浜店」を出店し、長崎県へ出店開始[30]。
- 2014年
  - 7月24日 - 「快活CLUB 霧島国分店」（2018年3月1日閉店[31]）を出店し、鹿児島県へ出店開始[32]。
  - 9月4日 - 「快活CLUB 宮崎一の宮店」を出店し、宮崎県へ出店開始[33]。
  - 12月25日 - 「快活CLUB 別府店」を出店し、大分県への出店開始[34]。
- 2015年
  - 4月16日 - 「快活CLUB 佐賀本庄店」を出店し、佐賀県へ出店開始[35]。これにより九州地方全県に複合カフェの店舗を有することとなった。
  - 12月3日 - 複合カフェ業界初の女性専用店舗「快活CLUB 秋葉原駅前店」を出店[36][37]。
- 2016年
  - 3月 - 株式会社スタイリッシュからカラオケ店「KARAOKE804」7店舗の営業を譲受ける（店名も「コート・ダジュール」に改称）。
  - 7月14日 - 有限会社イケダから「インターネットカフェ AQUA」を譲受け、「快活CLUB 山口大内店」として出店[38]。
  - 12月8日 - 株式会社タカミヤから「釣具のポイント 米子皆生店」へ移転により不要となった旧店舗を譲受け、「快活CLUB 米子店」を居抜き出店し、鳥取県へ出店開始[39][40][41]。これにより中国地方全県に複合カフェの店舗を有することとなった。
  - 12月22日 - 「快活CLUB 沖縄コザ店」を出店し、沖縄県へ出店開始[42]。
- 2017年
  - 2月9日 - 「快活CLUB 枚方市駅北口店」・「快活CLUB 広島安古市店」（同年10月1日閉店[43]）の2店舗を出店し333店舗を達成[44][45]。
  - 3月23日 - 「快活CLUB 福井米松店」を出店し、福井県へ出店開始[46]。
  - 4月 -　谷井真吾が社長に就任した。
  - 4月21日 - 「コート・ダジュール 大和桜ヶ丘店」を複合店舗に改装（店名は「コート・ダジュール」のままであるが、「快活CLUB」の看板も表示されている）[47]。
  - 6月1日 - タイムス株式会社から「メディアボム重信店」（同年1月10日閉店）を譲受け、「快活CLUB 愛媛重信店」（フジグラン重信グルメアヴェニュー内）を出店し、愛媛県へ出店開始[48]。
  - 10月27日 - 「快活CLUB 秋葉原駅前店」を男女兼用店舗に改装。
- 2018年
  - 4月26日 - 新業態となる「快活CLUBリラックスルーム 新横浜店」を出店。
  - 7月26日 - 大和桜ヶ丘店を快活CLUBに改装[49]。
  - 12月13日 - 「快活CLUB 8号松任店」に併設する形でコート・ダジュールを出店[50]。
- 2019年
  - 2月28日 - 株式会社イーアールスポーツ（株式会社シン・コーポレーションの子会社）から「キャノンボール 大森店」（2018年11月18日2閉店）[51]を譲受け、「快活CLUB 大森駅前店」を居抜き出店。[52]。
  - 6月6日 - 新業態となる「快活CLUBfit24 八千代店」をリラックスルームと併設する形で出店。
  - 7月4日 - 「快活CLUB 青森観光通り店」および「快活CLUBfit24 青森観光通り店」を出店。青森県への出店開始となる。
  - 10月1日 - 株式会社快活フロンティアに商号変更[53]。快活CLUBリラックスルームの屋号を快活CLUBと統合する形で廃止。予約は引き続き可能となる。
- 2021年
  - 4月7日 - 「快活CLUB 高知中万々店」を出店。高知県への出店開始となり、全都道府県への出店達成となった[54]。
  - 6月22日  -　代表取締役社長に東英和が就任した[55]。

## 店舗
全店舗が直営店となっており、会員制を採用している。AOKIホールディングスの子会社であるため、閉店となったAOKIの後継として出店する場合がある。

### 快活CLUB
- 日本複合カフェ協会加盟、使用許諾を得てテレビゲーム機・DVDソフト類導入。：店舗によってサービス内容は異なる
- シェアリングスペース業界最大の店舗数を誇る。
- 店内はバリ島のリゾート空間が再現されている。
- 全店舗が会員制を採用している。以前はオープンシートを会員登録不要で利用できたが、2020年1月14日以降は他のルームと同様に会員登録が必要となった。
- 個人会員は初回のみ入会金370円がかかる（消費税込）。
- 会員証は全店舗共通となっている。
- 料金は自動切り替えとなって、パック等は自動適用で最安パック適用になるようになっている。
- 入店から24時間経過した時点で一旦精算となるので、24時間以上滞在で外出する場合は入室時間に注意。72時間経過時点（3回目の精算）で強制で室内清掃に入る店舗が多いので、留守の時間等にかかる場合は、先に精算（24時間前でも継続精算可能）して、24時間後の時間を調整する必要がある。
- 学割があり、個室やブース料金と店内調理の食事が20%引きで利用出来る。また株主優待券1枚利用時も同様の20%引きが受けられる。持参する株主優待券のみで利用可能だが、1人1枚で精算毎に1枚必要で、24時間以上滞在する場合は1人でも2枚必要。学割も株主優待もアメニティやお菓子等の物販品は割引にならないので注意がいる。
- 支払いにクレジットカード・電子マネー・コード決済が利用できる。現金との併用も可能。
- インターネットアクセス・テレビ放送の視聴ができるパソコン
  - OSはMicrosoft Windows 10[59]、TVチューナーはアイ・オー・データ機器製を導入している。
  - DAZNの視聴ができる。
- オンラインゲーム：一部店舗のみ。
- ドリンクバー・ソフトクリームバー：一部店舗のみ。
- カラオケ：一部店舗のみ。1店舗に付き数室から10数室程度となっている。カラオケ個室は鍵は無い。
  - さらに一部店舗では、1～2名専用ルーム「ワン・ツーカラオケ」を導入している。
  - 機種は主にDAM、JOYSOUNDを導入している。2022年現在、カラオケ設置店の大半の店舗ではLIVE DAM Aiが導入されている。
  - ワン・ツーカラオケを除き、土日祝日での1人カラオケは2人分の料金となる。また、混雑等の時はカラオケは3時間程度の利用となる。
    - 2020年は新型コロナウイルス感染症拡大防止の観点から、土日祝日も含めて1人でカラオケをする場合でも1人分の料金とする措置が取られた。
    - カラオケ個室内にコミックや雑誌の持ち込みも可能。
    - ワン・ツーカラオケ以外のカラオケルームは個室内の飲食可能であるが、岐阜県の大垣店のように、ワン・ツーカラオケの個室のみ飲食不可で専用の席が設けられている場合がある。
- ビリヤード：一部店舗のみ。
- ダーツ：一部店舗のみ。
- スロット：一部店舗のみ。席の指定は無く、飲み放題カフェ、鍵付完全個室、カラオケ等どの入店形態でも空いていたら利用可能。快活CLUBの利用券他景品がある。利用には別途現金が必要。
- リビングルーム：一部店舗のみ。カラオケ同様鍵が無い。
- ファミリールーム：一部店舗のみ。カラオケ同様鍵が無い。靴を脱ぐタイプと脱がないタイプがある。
- マッサージシート：一部店舗のみ。新規導入または入れ替えの店舗は、スーパー銭湯などに有る「あんま王4」の設置が多い。設置店舗は3室程度が多く、時間内無制限で利用可能なので、比較的人気である。
- VR：ブースも完全鍵付個室も共にリクライニングソファー席のみ。室料と別途で、VR利用料税込660円が必要となり、無料タイトルの他に有料タイトルも料金出来る。空室情報にはVR可能ブースの情報の表示はなく、他の席と一緒の空き情報となるので、必ず使いたい場合は電話等での問い合わせが必要。
- 個室シャワー：一部店舗のみ。店舗によっては無料での利用も可能。無料の場合1人15分の利用と表示されており、空いていたら自由に利用出来る。洗面台も併設されている。シャワー内の毛染めは全店舗で禁止されており、発覚した場合店舗から注意され、繰り返す場合は出入り禁止となる場合があるので、毛染め後のシャワーに当たった場合は、利用前に店員に一言報告しないと面倒な事になるので注意が必要である。有料/無料の店舗どちらも無料で使えるボディーソープとリンスインシャンプー、バスタオルが設置されており、タオルは店舗によってフェイスタオルとバスタオルの両方が無料で利用出来る。タオルはシャワールーム以外の店内でも利用可能である事が表示されているが、タオルを無断で持ち帰る客が多い店舗はフェイスタオルのサービスは中止され、バスタオルのみのサービスとなっている。なお、バスタオルの設置にかかる費用高騰の影響で、バスタオルの無料サービス提供を終了する店舗[注釈 1]も現れている。シャワールームの鍵はコイン等で容易に開く様な状態だったが、鍵部分にカバーがかけられて、外部から容易に開けられない様になった。
- コインランドリー：一部店舗のみ。ほとんどの店舗がシャワーと併設。洗濯機と乾燥機の各一台の設置の為、洗濯や乾燥が完了されている場合は、退ける為の大きな手提げ等が設置されている。
- 無料モーニング食べ放題：一部店舗のみ。トーストがセルフサービスで食べ放題となっている。朝6時から10時30分[注釈 2]まで。
  - かつてはフライドポテトも提供されていたが、2022年2月から北米からのポテトの輸入遅延により、無料モーニングでのフライドポテトの提供が当面の間休止[60]されたが、その後、原材料費や光熱費などの高騰を理由として、同年11月にフライドポテトの無料提供を終了することを発表した[61]。
  - 一部店舗ではおにぎりやカレーの食べ放題サービスを行っていたが現在は全て終了している。
- 喫煙ルーム：ブース内の喫煙エリアが電子タバコのみとなり、店内又は店舗入口付近に紙巻きタバコも可能な喫煙エリアがある。ほぼ全ての店内の喫煙ルームは扉の下部が空いていて、天井の換気口に空気が流れるようになっている。
- 鍵付完全個室：一部店舗のみ。オートロック完備で、入退室には専用の伝票バインダー（カードキー兼用）が必要。18歳未満及び高校生利用不可。一部店舗では6時間から予約も可能。2022年11月30日をもって、電話による予約を終了（一部店舗では、先行して電話予約を終了）[62]。
  - なお、鍵付完全個室では、大半は警察の指導により、店内提供の食事（店内購入のお菓子類、ドリンクバーのドリンク・ソフトクリーム含む）の飲食は禁止されている[注釈 3]。飲食については、「飲み放題カフェ」（オープンスペース）での対応となる。
  - 鍵付完全個室の店内提供飲食可能地域
    - 東京都 店内提供ドリンク・ソフトクリームのみ持込可能。店内提供フードは指定場所のみ（例:調布国領店など）。
    - 静岡県 店内提供ドリンクのみ持込可能。店内提供フード・ソフトクリームは指定場所のみ（例:掛川店など）。
    - 愛知県 VIPルーム（グループ）のみ全ての店内提供フード・ドリンクの持込可能。通常（1 - 2人用）は指定場所のみ（例:一宮インター店など）。また、西春店や江南店のように飲み放題カフェ以外での鍵付完全個室専用飲食場所がある店舗も存在する。
    - 大阪府 VIPルーム（グループ）と快活ルームのみ全ての店内提供フード・ドリンクの持込可能。（例:東大阪荒本店、千里本店など）

  - 鍵付完全個室のVIPルーム（グループ）は、公式サイトのフロアマップ等で、6人使える表示になっている。また、VIPルームしか無い店舗（例:東大阪荒本店など）は1人でも1人料金でVIPルームが使用可能な店舗もある。1 - 2人用鍵付完全個室とVIPルーム併設店舗（例:一宮インター店など）の場合は、2人分の料金を払う事で1人でVIPルームを利用可能な店舗もある。また、大阪府の千里本店の場合は、「快活ルーム」という個室内にシャワーと洗面台とトイレが完備されていて最大6人で利用可能な部屋もある。
  - WEBカメラの設置もしくは貸し出しがあり、テレワークの利用ができるが、ブースや飲み放題カフェでは会話する事が出来ないので、発声する場合は利用可能部屋は入店時に尋ねること。
  - 鍵付完全個室内の空調は数部屋単位でフロントで管理されており、各部屋毎にある通気口を開閉するの事により調整し、それで調整出来ない場合はフロントに連絡して調整するが、神奈川県の大和桜ヶ丘店等のように各部屋にエアコンが1台ずつ設置されているケースもある。
- 女性専用エリア：一部店舗のみ。オートロック完備で、入退室には専用のカードキーが必要[63][64]。
  - かつては、女性のみが利用できる女性専用店舗（秋葉原駅前店[36][37]〈2017年10月13日0:00一時閉店〉・八王子駅前店[65]（2017年10月6日8:00閉店[66]〉の2店舗）があったが、前者は男女兼用店舗（女性専用エリアあり、2017年10月27日12:00開店）へ改装され、後者は近隣の男女兼用店舗（八王子本店）へ統合された。
- 以前は厨房設備が導入されていない店舗を除き、飲食物の持ち込みは禁止されていたが、現在は飲食物の持ち込みが可能となっている[67]。
- 2022年5月12日頃の公式アプリのアップデートで、空席情報の空席状況が、◯△×の表示から、具体的な空席数か満席の表示に変更されて分かりやすくなった。

店舗によってサービス内容や設備が大幅に異なる。｢ナイトパック｣などの夜間帯割引を排除する店舗も出現している（例:宮崎橘通り店など）。

### 快活CLUBfit24
- 全店会員制。月会費は税抜6,980円。18歳未満及び高校生は入会できない。
- 快活CLUBの会員証で利用可能。会員特典として快活CLUBの飲み放題カフェ1時間無料となる。（いずれも快活CLUB併設店限定　オプション〈1,500円〉）

### コート・ダジュール
- 店名はフランス南部の保養地として知られる海岸地帯「コート・ダジュール」に由来している。
- 全店舗が会員制を採用している。複数人での利用の場合は、代表者のみの入会で可
  - 初回のみ登録料がかかる（店舗によって異なる）。アプリ会員は入会金無料。
- メンバーズカードは全店舗共通となっている。
- 支払いにクレジットカードが利用できる。
- カラオケ
  - 機種は主にDAM（LIVE DAM、LIVE DAM STADIUM、LIVE DAM Ai）、JOYSOUND（JOYSOUND MAX、MAX2、MAX GO）を導入している。
- ドリンクバー
- 女性専用ルーム：一部店舗のみ。

## 店舗数
- 複合カフェ「快活CLUB」 ：492店舗（2025年4月1日現在）
- フィットネスクラブ「快活CLUB fit24」：117店舗
- カラオケルーム「コート・ダジュール」 ：85店舗

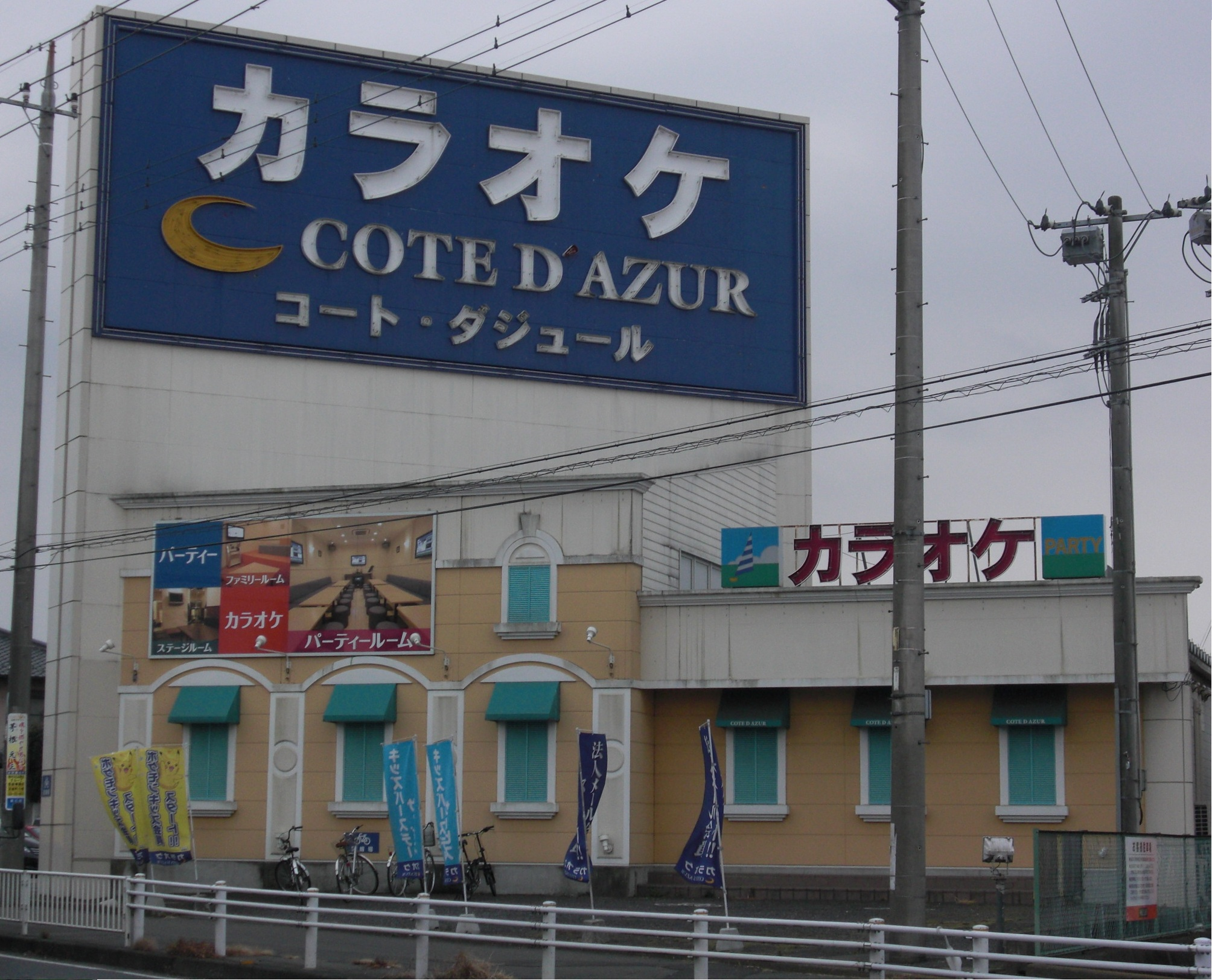
コート・ダジュール 石岡店（茨城県石岡市）
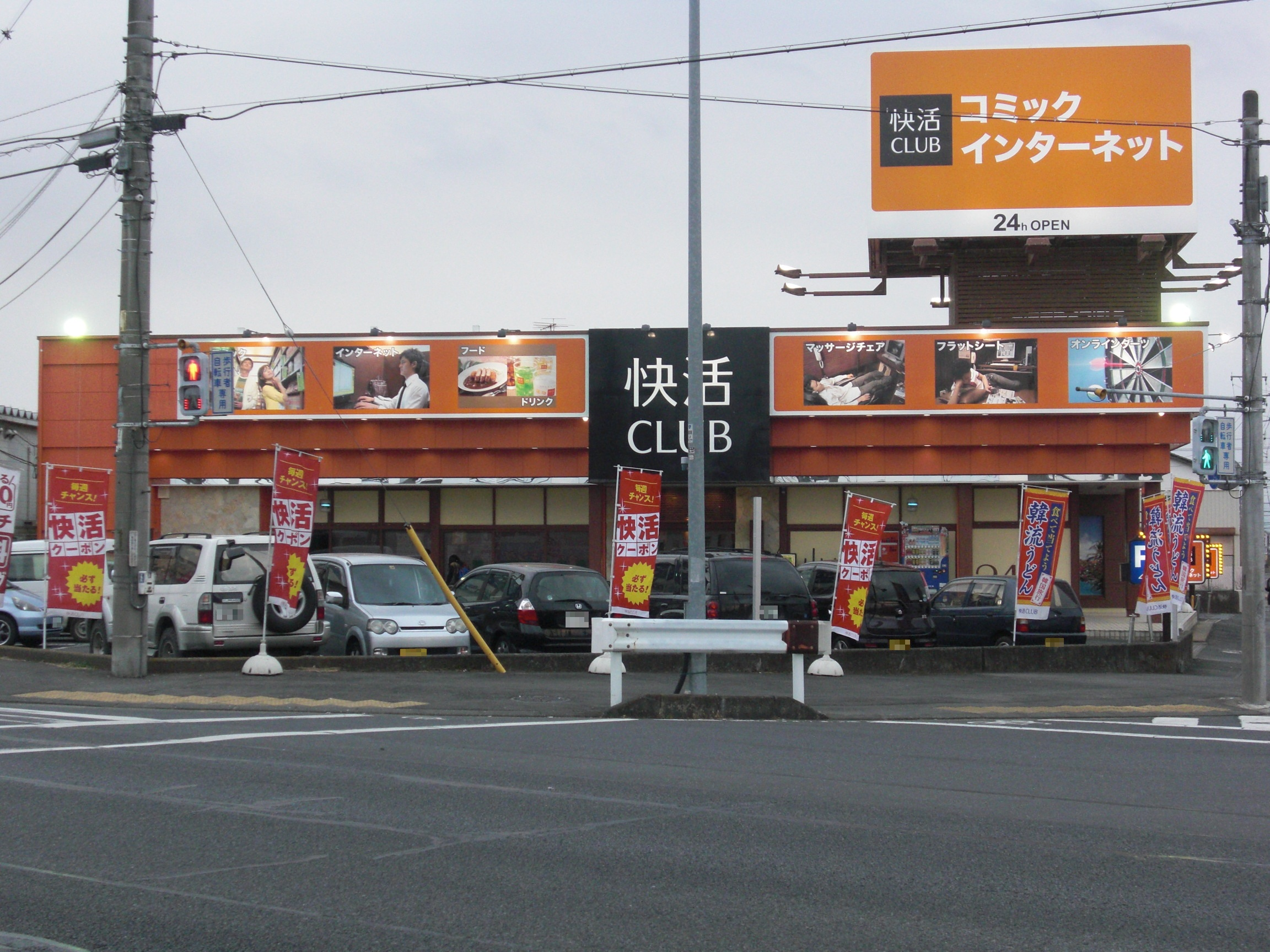
快活CLUB 6号石岡店（茨城県石岡市）
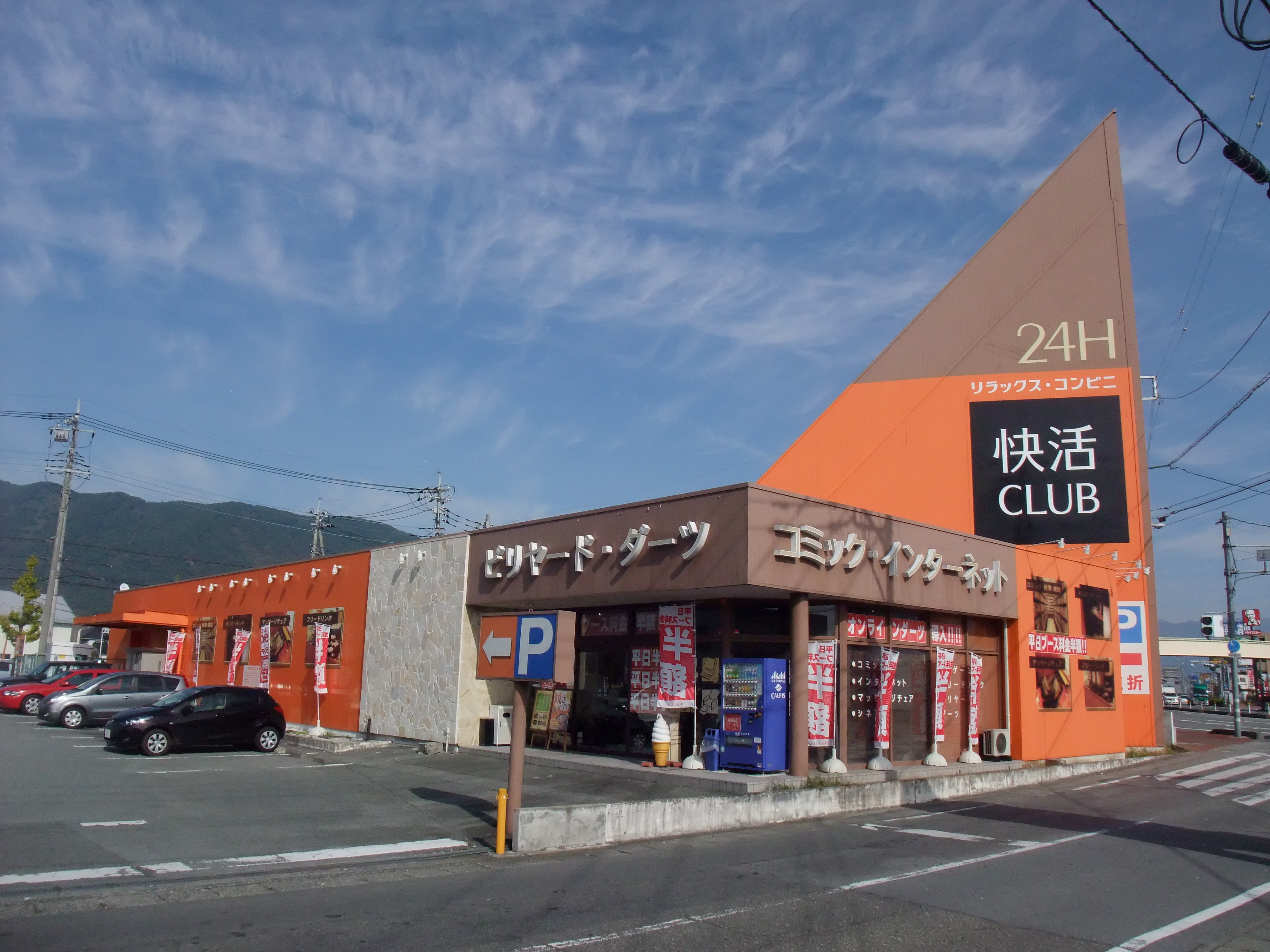
快活CLUB 甲府上阿原店（山梨県甲府市）
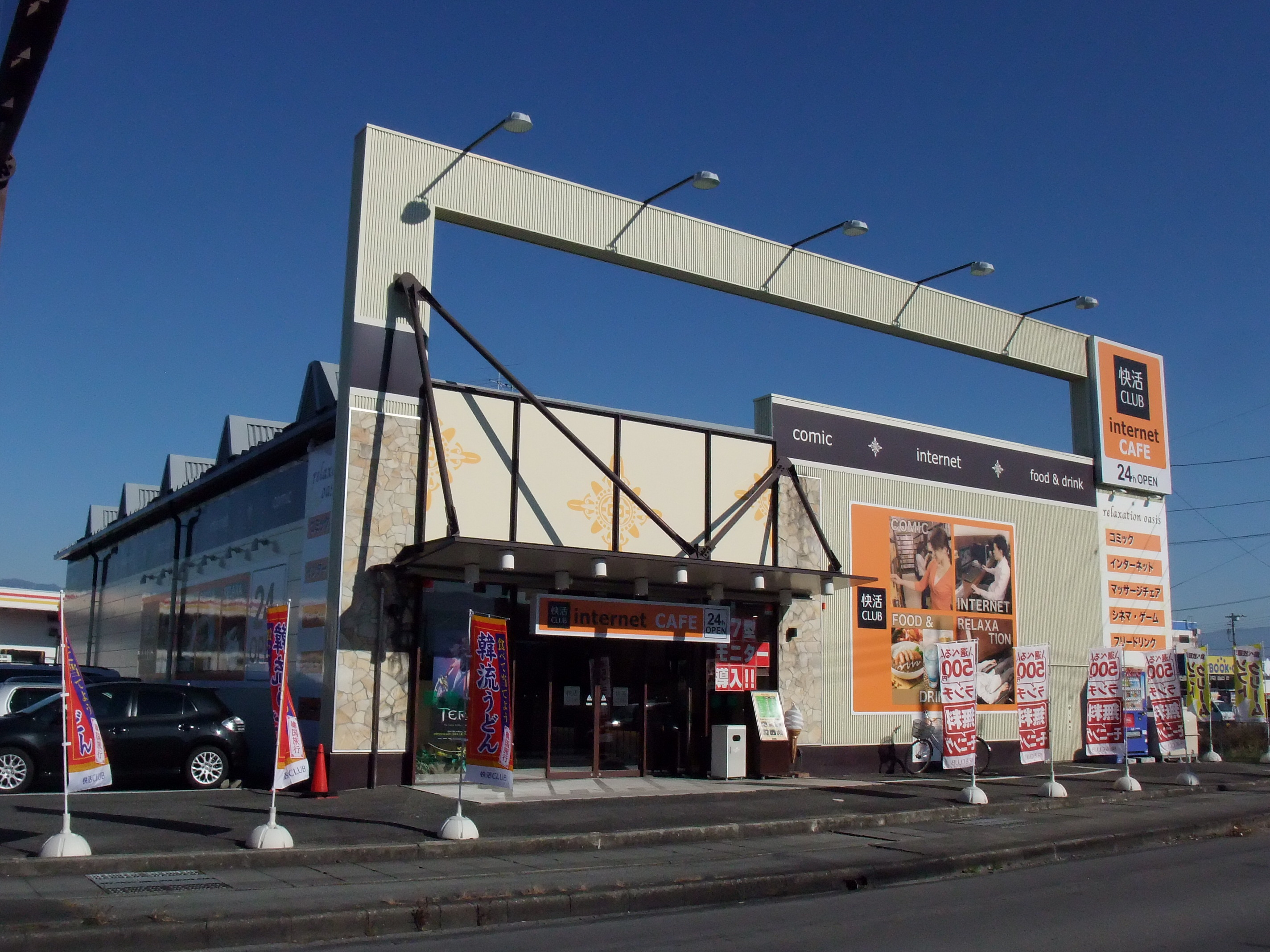
快活CLUB 田富店 （山梨県中央市）
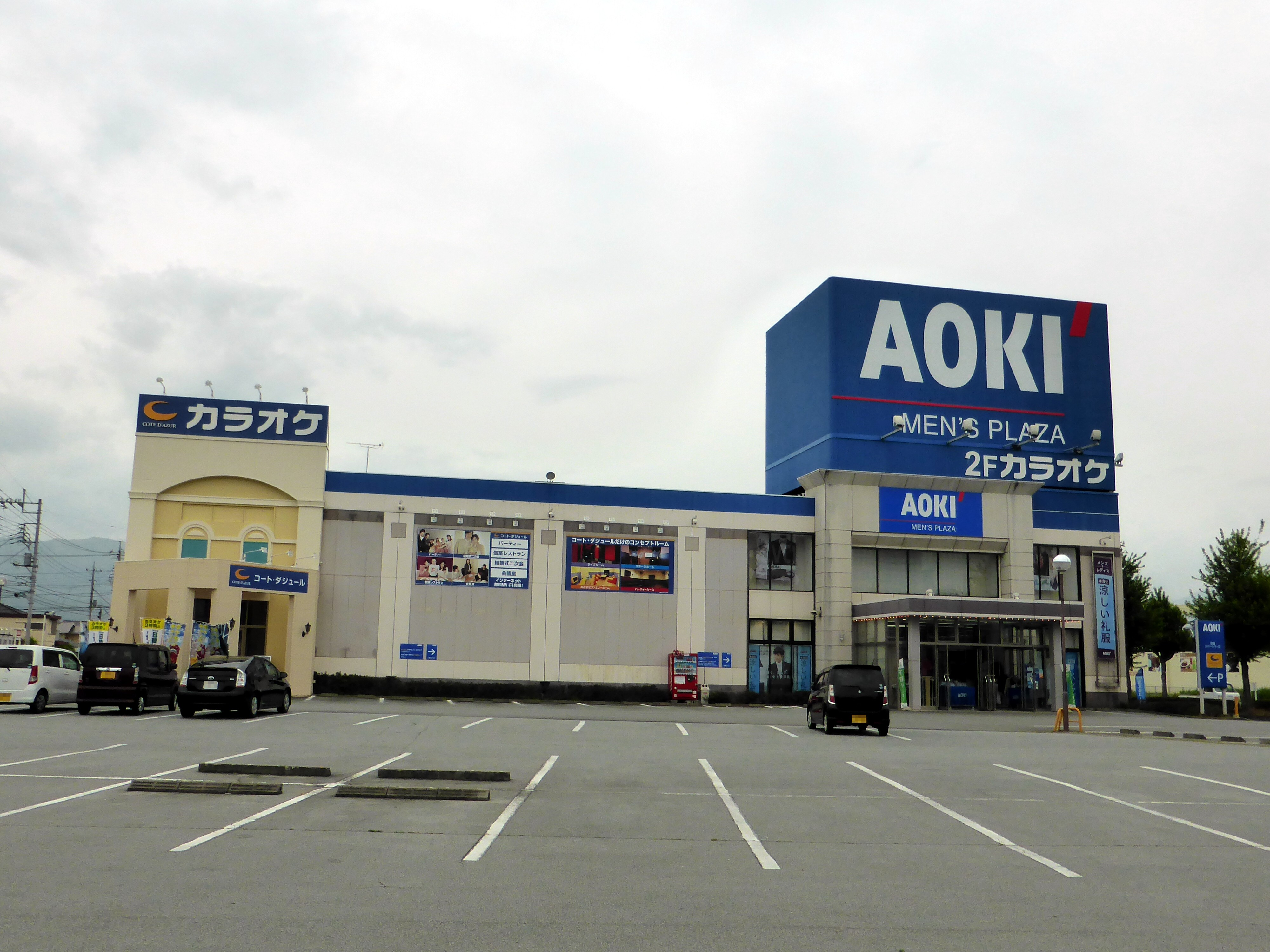
コート・ダジュール 田富リバーシティ店（山梨県中巨摩郡昭和町）/AOKIの店舗と一体化している例
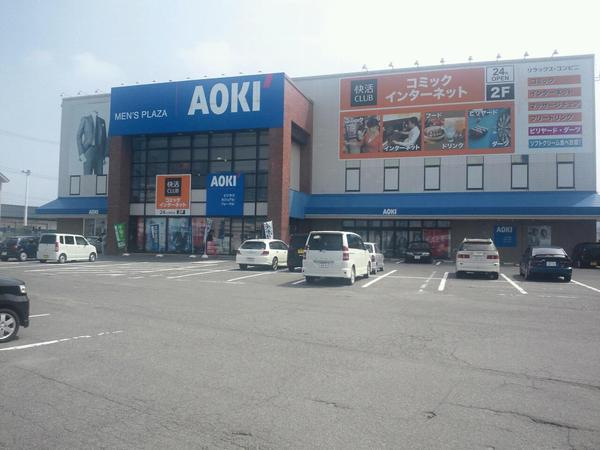
快活CLUB盛岡バイパス店（岩手県盛岡市）/AOKIの店舗と一体化している例

## 閉店・統合した店舗
現在の店舗は、コート・ダジュール 店舗・料金案内、快活CLUB 店舗・料金案内、快活フィットネスCLUB公式サイト、快活CLUBfit24公式サイトを参照。

### かつて営業していた店舗
- 北海道
  - 快活CLUB 手稲富丘店（札幌市手稲区）
    - 2012年10月25日開店[18]。2018年3月1日8:00閉店。「快活CLUB 北42条店」（札幌市東区）に統合[17]。
- 岩手県
  - コート・ダジュール 水沢店（奥州市）
    - 2019年4月1日3:00閉店。「コート・ダジュール 盛岡大通店」（盛岡市）に統合[68]。跡地には「カラオケBan Ban」が出店。余談だが、隣接するAOKI水沢店跡地には「快活CLUB 水沢店」が2020年5月21日11時に出店した[69]。
- 宮城県
  - コート・ダジュール 多賀城店（多賀城市）
    - 2011年4月8日閉店。東日本大震災（3月11日）に伴う津波の直撃を受けた。

  - 快活CLUB 石巻店（石巻市）
    - 2008年6月19日開店[70]。2011年3月11日に発生した東日本大震災の影響により同年4月8日閉店。店舗は有限会社Y・H・Office（現：株式会社Y・H・Office）に譲渡され、同年9月22日に、東日本大震災の影響により営業休止となった「自遊空間 石巻大街道店」（2005年5月28日開店）[71]を移転させる形で、「自遊空間 石巻中里店」となった[72]が、2020年8月24日閉店[73]。なお、跡地には快活CLUBが「快活CLUB 石巻中里店」として2021年7月15日に再出店[74]。
- 秋田県
  - コート・ダジュール 大館店（大館市）
    - 2020年1月27日閉店。前述のとおり跡地には「快活CLUB 大館店」（2代目）が5月21日11時に再出店した[69]。

  - 快活CLUB 大館店（初代、大館市）
    - 2014年7月31日開店。2018年3月1日8時閉店[75]。なお、大館市内には2020年5月21日11時、「コート・ダジュール 大館店」跡地に再出店した[69]。初代店舗跡には、セカンドストリート大館店が入った。

  - 快活CLUB 秋田広面店（秋田市）
    - 2021年8月30日8時閉店。「快活CLUB 秋田新国道店」に統合[76]。
- 山形県
  - 快活CLUB 山形南館店（山形市）
    - 2022年4月1日11:00閉店。「快活CLUB 山形高堂店」に統合。

  - 快活CLUB 酒田店（酒田市）
    - 2023年10月2日8:00閉店。「快活CLUB 鶴岡店」（鶴岡市）に統合。
- 福島県
  - 快活CLUB いわき鹿島店（いわき市）
    - 2011年3月11日に発生した東日本大震災の影響により同年4月8日閉店。「快活CLUB 郡山桑野店」（郡山市）に統合[77]。店舗は株式会社マルベリィに譲渡され、同年8月13日に「自遊空間 いわき鹿島店」となった[78]。

  - 快活CLUB 郡山駅前店（郡山市）
    - 2019年2月1日8:00閉店。「快活CLUB 郡山桑野店」に統合[79]。
- 茨城県
  - コート・ダジュール ひたちなか店（ひたちなか市）
    - 2018年4月1日5:00閉店。「コート・ダジュール 石岡店」（石岡市）に統合[80]。

  - コート・ダジュール つくば店（つくば市）
    - 2019年1月15日2:00閉店。「コート・ダジュール 牛久店」（牛久市）に統合[81]。同年2月14日に「カラオケバンバンつくば梅園店」となった。

  - 快活CLUB 古河鴻巣店（古河市）
    - 2018年8月1日8:00閉店。「快活CLUB 幸手店」（埼玉県幸手市）に統合[82]。

  - 快活CLUB つくば学園西大通店（つくば市）
    - 2021年8月30日8時閉店。「FiT24 つくば学園西大通店」に改装した。

  - 快活CLUB 守谷店（守谷市）
    - 2021年8月30日8時閉店。「快活CLUB 6号取手店」（取手市）に統合。

  - 快活CLUB 牛久栄町店（牛久市）
    - 2023年2月27日8:00閉店。「快活CLUB 土浦荒川沖店」（土浦市）に統合。

  - 快活CLUB 6号石岡店（石岡市）
    - 2024年12月23日8:00閉店。「快活CLUB 土浦真鍋店」（土浦市）に統合。跡地に「FIT24石岡店」が３月27日OPEN。

  - 快活CLUB 日立北店（日立市）
    - 2025年3月31日8:00閉店。「快活CLUB 日立店」に統合。
- 群馬県
  - 快活CLUB 伊勢崎店（伊勢崎市）
    - 2022年1月31日閉店。「快活CLUB 伊勢崎連取店」に統合。

  - 快活CLUB 高崎緑町店（高崎市）
    - 2022年12月5日8:00閉店。「快活CLUB 高崎高関店」に統合。

  - 快活CLUB 富岡店（富岡市）
    - 2024年4月1日8:00閉店。「快活CLUB 高崎高関店」（高崎市）に統合。
- 埼玉県
  - コート・ダジュール せんげん台店（越谷市）
    - 2018年1月31日閉店。「コート・ダジュール 東川口店」（さいたま市緑区）に統合[83]。

  - コート・ダジュール 新座駅前店（新座市）
    - 2019年4月1日3:00閉店。「コート・ダジュール 東川口店」（さいたま市緑区）に統合[84]。複合カフェへ改装され、同年6月27日に「快活CLUB 新座駅前店」となった[85]。

  - コート・ダジュール 北上尾店（上尾市）
    - 2019年4月1日3:00閉店。「コート・ダジュール 東川口店」（さいたま市緑区）に統合[86]。

  - コート・ダジュール 西川口店（川口市）
    - 2019年4月1日6:00閉店。「コート・ダジュール 東川口店」（さいたま市緑区）に統合[87]。

  - コート・ダジュール 志木駅前店（新座市）
    - 2019年4月1日6:00閉店。「コート・ダジュール 池袋南口店（現在のコート・ダジュール 池袋東口駅前店）」（東京都豊島区）に統合[88]。

  - 快活CLUB 羽生店（羽生市）
    - 2018年8月1日8:00閉店。「快活CLUB 館林松原店」（群馬県館林市）に統合[89]。

  - 快活CLUB 上尾春日店（上尾市）
    - 2021年4月22日11:00閉店。「快活CLUB 上尾西口駅前店」に統合。

  - 快活CLUB さいたま三室店（さいたま市緑区）
    - 2021年8月30日8時閉店。「快活CLUB 東川口店」（さいたま市緑区）に統合。

  - 快活CLUB 17号桶川店（桶川市）
    - 2023年8月7日8:00閉店。「快活CLUB 上尾西口駅前店」（上尾市）に統合。
- 千葉県
  - コート・ダジュール 津田沼駅前店（習志野市）
    - 2018年4月1日5:00閉店。「コート・ダジュール 船橋店」（船橋市）に統合[90]。跡地は同年6月29日に「カラオケまねきねこ 津田沼北口店」が出店した。

  - コート・ダジュール 成田土屋店（成田市）
    - 2018年5月1日3:00閉店。「コート・ダジュール 東金店」（東金市）に統合[91]。複合カフェへ改装され、同年7月26日に「快活CLUB 成田美郷台店」（後述）を移転させる形で「快活CLUB 成田土屋店」となった[92][93]。

  - コート・ダジュール 勝田台店（佐倉市）
    - 2019年2月1日3:00閉店。「コート・ダジュール 船橋店」（船橋市）に統合[94]。

  - コート・ダジュール 柏松ヶ崎店（柏市）
    - 2019年4月1日3:00閉店。「コート・ダジュール 八柱駅前店」（松戸市）に統合[95]。

  - コート・ダジュール 八柱駅前店（松戸市）
    - 2020年1月14日6:00閉店。「コート・ダジュール 船橋店」（船橋市）・「コート・ダジュール 本八幡駅前店」（市川市）に統合。跡地は同年2月8日に「カラオケバンバン 八柱駅前2号店」が出店した。

  - 快活CLUB 成田美郷台店（成田市）
    - 2018年7月26日に「コート・ダジュール 成田土屋店」跡地へ移転し、「快活CLUB 成田土屋店」となった[92][93]。

  - 快活CLUB 成田ニュータウン店（初代、成田市）
    - 2020年2月6日に「シダックス成田ニュータウンクラブ店」跡地へ移転し、フィットネスジムを併設した「快活CLUB 成田ニュータウン店（2代目）」「快活CLUBFiT24 成田ニュータウン店」となった。

  - 快活CLUB 成田駅前店（成田市）
    - 2021年6月7日8時閉店。「快活CLUB 成田ニュータウン店（2代目）」に統合。

  - 快活CLUB 茂原店（茂原市）
    - 2022年7月19日8:00閉店。「快活CLUB 茂原東部台店」に統合。

  - 快活CLUB 16号白井店（白井市）
    - 2024年4月1日8:00閉店。「快活CLUB 八千代店」（八千代市）に統合。
- 東京都
  - コート・ダジュール 学芸大学店（目黒区）
    - 2018年1月31日閉店。「コート・ダジュール 学芸大学西口店」に統合[96]。

  - コート・ダジュール 馬事公苑店（世田谷区）
    - 2018年2月28日閉店。「コート・ダジュール 下北沢店」（世田谷区）、「コート・ダジュール 千歳烏山店」（世田谷区）、「コート・ダジュール 仙川店」（調布市）に統合[97]。

  - コート・ダジュール 大泉学園店（練馬区）
    - 2018年2月28日24:00閉店。「コート・ダジュール 池袋南口店（現在のコート・ダジュール 池袋東口駅前店）」（豊島区）に統合[98]。

  - コート・ダジュール 荻窪駅前店（杉並区）
    - 2018年3月31日閉店。「コート・ダジュール 吉祥寺店」（武蔵野市）に統合[99]。

  - コート・ダジュール 金町駅北口店（葛飾区）
    - 2018年8月1日5:00閉店。「コート・ダジュール 八柱駅前店」（千葉県松戸市）に統合[100]。

  - コート・ダジュール 赤羽駅前店（北区）
    - 2019年1月15日6:00閉店。「コート・ダジュール 池袋南口店（現在のコート・ダジュール 池袋東口駅前店）」（豊島区）に統合[101]。

  - コート・ダジュール 下北沢店（世田谷区）
    - 2019年1月15日6:00閉店。「コート・ダジュール 千歳烏山店」（世田谷区）、「コート・ダジュール 吉祥寺店」（武蔵野市）、「コート・ダジュール 仙川店」（調布市）に統合[102]。複合カフェへ改装され、同年5月に「快活CLUBリラックスルーム 下北沢店」として再出店。

  - コート・ダジュール 神田駅北口店（千代田区）
    - 2019年3月31日23:00閉店。「コート・ダジュール 神保町店」に統合[103]。

  - コート・ダジュール 八王子駅前店（八王子市）
    - 2019年4月1日6:00閉店。ホーエイビル5・6階にあった。「コート・ダジュール 橋本店」（神奈川県相模原市緑区）に統合[104]。

  - 快活オンラインCAFE 八王子駅前店（八王子市）
    - 2011年12月22日開店。オンラインゲームができるオープン席のみであった。ホーエイビル3階にあった。5・6階には「コート・ダジュール 八王子駅前店」（後述）が入居していた。2013年3月24日閉店。豊島区に移転し、同時にブース席・女性専用エリア（快活CLUB初）も設置され、同年4月18日に「快活CLUB 池袋東口駅前店」となった[25]。なお、旧店舗はブース・シャワーが設置されるなどの改装を行い、同年4月11日に「快活CLUB 八王子駅前店（初代）」（後述）となった。

  - 快活CLUB 八王子駅前店（初代、八王子市）
    - 2013年4月11日に都市型プロトタイプ店舗として開店[105]。ホーエイビル3階にあった。5・6階には「コート・ダジュール 八王子駅前店」（後述）が入居していた。2016年5月26日に移転し、「快活CLUB 八王子本店」となった[106]。旧店舗は女性専用店舗へ改装され、同年6月10日、「快活CLUB 八王子駅前店（2代目）」（後述）となった[65]。

  - 快活CLUB 八王子駅前店（2代目、八王子市）
    - 2016年6月10日に女性専用店舗として開店[65]。ホーエイビル3階にあった。5・6階には「コート・ダジュール 八王子駅前店」（後述）が入居していた。2017年10月6日8:00閉店[66]。「快活CLUB 八王子本店」（男女兼用店舗）に統合。それに伴い、「快活CLUB 八王子本店」はオートロック完備とするなどの改装を実施。

  - 快活CLUB 秋葉原駅前店（初代、千代田区）
    - 2015年12月3日に複合カフェ業界初の女性専用店舗として開店[36]。「AOKI 秋葉原店」4階にあった。2017年10月13日0:00閉店。男女兼用店舗（女性専用エリアあり）・全席禁煙（喫煙スペースあり）・オートロック完備へ改装され、同年10月27日12:00、「快活CLUB 秋葉原駅前店（2代目）」となった[107]。

  - 快活CLUB 八王子越野店（八王子市）
    - 2021年2月1日8:00閉店。「快活CLUB 多摩ニュータウン店」（多摩市）に統合。

  - 快活CLUB 瑞穂店（西多摩郡瑞穂町）
    - 2021年5月31日8:00閉店。「快活CLUB 羽村市役所通り店」（羽村市）に統合。

  - 快活CLUB 亀戸駅前店（江東区）
    - 2023年8月31日8:00閉店。「快活CLUB 上野御徒町店」（台東区）に統合。

  - 快活CLUB 町田忠生店（町田市）
    - 2024年4月1日8:00閉店。「快活CLUB 16号相模原大野台店」（神奈川県相模原市南区）に統合。

  - 快活CLUB 上野広小路店（台東区）
    - 2024年8月19日8:00閉店。「快活CLUB 上野御徒町店」に統合。
- 神奈川県
  - コート・ダジュール 横浜馬車道店（横浜市中区）
    - 2018年2月28日閉店。「コート・ダジュール 横浜関内店」に統合[108]。

  - コート・ダジュール 平塚駅西口店（平塚市）
    - 2018年3月31日24:00閉店。「コート・ダジュール 藤沢駅南口店」（藤沢市）に統合[109]。

  - コート・ダジュール 大和桜ヶ丘店（大和市）
    - 2017年4月21日にカラオケ・複合カフェの複合店舗へ改装（店名は「コート・ダジュール」のままであるが、「快活CLUB」の看板も表示されていた。）[47]。2018年5月20日24:00閉店。「コート・ダジュール 大和桜ヶ丘本店」に統合[110]。複合カフェへ改装され、同年7月26日12:00に「快活CLUB 大和桜ヶ丘店」となった[49]。

  - コート・ダジュール 横浜石川町店（横浜市中区）
    - 2018年10月1日5:00閉店。「コート・ダジュール 元町・中華街店」に統合[111]。

  - コート・ダジュール 青葉台駅前店（横浜市青葉区）
    - 2019年2月1日0:00閉店。「コート・ダジュール 青葉台店」に統合[112]。

  - コート・ダジュール ダイニング新横浜店（横浜市港北区）
    - 2019年2月12日3:00閉店。「コート・ダジュール 新横浜店」に統合[113]。カラオケを併設した複合カフェへ改装され、同年4月25日11:00に既存の「快活CLUBリラックスルーム 新横浜店（現在の快活CLUB 新横浜店）」へ統合された。

  - コート・ダジュール 東戸塚店（横浜市戸塚区）
    - 2019年4月1日5:00閉店。「コート・ダジュール 横浜鶴屋町店」（横浜市神奈川区）に統合[114]。

  - 快活CLUB Luz湘南辻堂店2号館（藤沢市）
    - 2021年7月26日8時閉店。「快活CLUB Luz湘南辻堂店」に統合。「FiT24 Luz湘南辻堂店」に改装。

  - 快活CLUB 津久井城山店（相模原市緑区）
    - 2021年10月20日11:00閉店。「快活CLUB 橋本店」に統合。

  - 快活CLUB 秦野曽屋店（秦野市）
    - 2024年4月1日8:00閉店。「快活CLUB 伊勢原店」（伊勢原市）に統合。
- 新潟県
  - 快活CLUB 新潟関屋大橋店（新潟市西区）
    - 2011年2月24日開店[7]。2018年7月1日8:00閉店[6]。「快活CLUB 新潟寺尾店」に統合。
- 石川県
  - コート・ダジュール 金沢駅東口店（金沢市）
    - 2019年2月1日0:00閉店。「コート・ダジュール 金沢駅前店」（金沢市）、「コート・ダジュール 金沢片町店」（金沢市）、「コート・ダジュール 8号松任店」（白山市）に統合[115]。複合カフェへ改装され、同年4月25日11:00に「快活CLUBリラックスルーム 金沢駅東口店（現在の快活CLUB 金沢駅東口店）」となった。

  - 快活CLUB 金沢片町店（金沢市）
    - 2024年12月16日8:00閉店。「快活CLUB 金沢駅東口店」に統合。

  - 快活CLUB 小松店（小松市）
    - 2025年3月31日8:00閉店。「快活CLUB 8号松任店」（白山市）に統合。
- 山梨県
  - 快活CLUB 田富店（中央市）
    - 2025年3月31日8:00閉店。「快活CLUB 甲府上阿原店」（甲府市）に統合。
- 長野県
  - コート・ダジュール 川中島店（長野市）
    - 2017年1月31日閉店[116]。

  - コート・ダジュール 長野昭和通り店（長野市）
    - TOiGOパーキング1階にあった。2017年3月31日閉店。「コート・ダジュール 南高田店」に統合[117]。

  - コート・ダジュール 上田バイパス店（上田市）
    - 2017年6月30日閉店。同年7月14日に「AOKI 上田産業道路店」2階へ移転し、「コート・ダジュール 上田産業道路店」（後述）となった[118][119]。

  - コート・ダジュール 飯田座光寺店（飯田市）
    - 2017年9月30日閉店。「コート・ダジュール 飯田インター店」に統合[120]。

  - コート・ダジュール 上田産業道路店（上田市）
    - 2018年9月1日5:00閉店。「コート・ダジュール 千曲屋代店」（千曲市）に統合[121]。複合カフェへ改装され、同年11月8日11:00に「快活CLUB 上田産業道路店」となった[122]。

  - コート・ダジュール 下諏訪店（諏訪郡下諏訪町）
    - 2019年2月21日2:00閉店。「コート・ダジュール 松本南店」（松本市）に統合[123]。また、同日11:00に「快活CLUB 諏訪赤沼店」（諏訪市）が開店[124]。

  - コート・ダジュール 若槻店（長野市）
    - 2019年4月1日3:00閉店。「コート・ダジュール 南高田店」に統合[125]。

  - 快活フィットネスCLUB 長野昭和通り店（長野市）
    - TOiGOパーキング1階にあった。2020年6月5日23:00閉店。フィットネスジムを併設した「快活CLUB 長野昭和通り店」「快活CLUBFiT24 長野昭和通り店」となった（複合カフェは同年9月1日11:00、フィットネスジムは同年9月8日11:00にそれぞれ開店）。

  - 快活CLUB 長野若槻店（長野市）
    - 2021年5月17日8:00閉店。「快活CLUB 長野昭和通り店」「快活CLUB 長野高田店」に統合。

  - 快活CLUB 千曲屋代店（千曲市）
    - 2022年12月5日8:00閉店。「快活CLUB 長野南バイパス店」（長野市）に統合。

  - 快活CLUB 信州中野店（中野市）
    - 2025年3月31日8:00閉店。「快活CLUB 長野高田店」（長野市）に統合。
- 岐阜県
  - 快活CLUB 各務原店（各務原市）
    - 2019年3月1日8:00閉店。「快活CLUB 岐南店」（羽島郡岐南町）に統合。

  - 快活CLUB 岐南店（羽島郡岐南町）
    - 2022年8月29日8:00閉店。「快活CLUB 岐阜柳津店」（岐阜市）に統合。

  - 快活CLUB 岐阜垂井店（不破郡垂井町）
    - 2024年4月1日8:00閉店。「快活CLUB 大垣店」（大垣市）に統合。
- 静岡県
  - コート・ダジュール 静岡曲金店（静岡市駿河区）
    - 2019年4月1日5:00閉店。「コート・ダジュール 静岡両替町店」（静岡市葵区）に統合[126]。同年7月中旬に同じ建物にある「快活CLUB 静岡曲金店」が拡張され、フィットネスジムを併設した「快活CLUB 静岡曲金店」「快活CLUBFiT24 静岡曲金店」となった。

  - コート・ダジュール 沼津店（沼津市）
    - 2017年7月31日閉店[127]。複合カフェへ改装され、同年12月7日に「快活CLUB 沼津店」となった[128]。

  - コート・ダジュール 掛川店（掛川市）
    - 2018年5月1日3:00閉店。「コート・ダジュール 磐田店」（磐田市）に統合[129]。複合カフェへ改装され、同年7月26日に「快活CLUB 掛川店」となった[130]。

  - 快活CLUB 足柄サービスエリア下り線店（駿東郡小山町）
    - 2010年5月21日開店[5]。2012年6月24日閉店。同年8月16日、御殿場市の国道246号沿いに移転し、「快活CLUB 御殿場店」[131]となった。なお、旧店舗は中日本エクシスに譲渡され、同年11月25日に足湯「足柄浪漫館 金太郎ラウンジ」となった。

  - 快活CLUB 静岡呉服町通り店（静岡市葵区）
    - 2022年12月5日8:00閉店。「快活CLUB 静岡駅南口店」に統合。
- 愛知県
  - コート・ダジュール 名古屋錦店（名古屋市中区）
    - 2018年2月28日閉店。「コート・ダジュール 栄広小路店」（後述）に統合[132]。

  - コート・ダジュール 栄広小路店（名古屋市中区）
    - シエルブルー栄広小路ビルにあった。2018年5月31日24:00閉店。「コート・ダジュール 名駅三丁目店」（名古屋市中村区）に統合[133]。同年10月19日12:00、同じビルに入居している「快活CLUB 栄広小路店」が拡張された[134]。

  - コート・ダジュール 金山駅南口店（名古屋市熱田区）
    - 2019年2月1日1:00閉店。「コート・ダジュール 名駅三丁目店」（名古屋市中村区）に統合[135]。

  - コート・ダジュール 南陽通り店（名古屋市南区）
    - 2018年1月31日閉店。「コート・ダジュール 金山駅南口店」（名古屋市熱田区）に統合[136]。

  - コート・ダジュール 長久手店（長久手市）
    - 2018年2月28日閉店。「コート・ダジュール 鳴海店」（名古屋市緑区）に統合[137]。

  - 快活CLUB 稲沢店（稲沢市）
    - 2021年5月31日8:00閉店。「快活CLUB 甚目寺店」（あま市）に統合。

  - 快活CLUB 豊橋岩田店（豊橋市）
    - 2022年5月閉店。「快活CLUB 豊橋向山店」に統合。

  - 快活CLUB 天白植田2号店（名古屋市天白区）
    - 2024年10月28日8:00閉店。「快活CLUB 153号天白植田店」に統合。

  - 快活CLUB 当知店（名古屋市港区）
    - 2025年3月31日8:00閉店。「快活CLUB 名古屋競馬場前店」に統合。
- 三重県
  - コート・ダジュール 松阪店（松阪市）
    - 2016年5月31日閉店[138]。複合カフェへ改装され、同年8月25日に「快活CLUB 42号松阪店」（後述）を移転させる形で「快活CLUB 松阪店」となった[139]。

  - コート・ダジュール 桑名店（桑名市）
    - 2019年2月1日0:00閉店。「コート・ダジュール 名駅三丁目店」（愛知県名古屋市中村区）に統合[140]。これにより、三重県から「コート・ダジュール」が消滅した。複合カフェへ改装され、同年5月23日に「快活CLUB 桑名サンシパーク店」となった。

  - 快活CLUB 42号松阪店（松阪市）
    - 2016年8月25日に移転し、「快活CLUB 松阪店」となった[139]。

  - 快活CLUB 亀山エコー店（亀山市）
    - 2023年10月30日8:00閉店。「快活CLUB 鈴鹿中央通店」（鈴鹿市）に統合。

  - 快活CLUB 鈴鹿白子店（鈴鹿市）
    - 2025年3月31日8:00閉店。「快活CLUB 鈴鹿中央通店」に統合。
- 滋賀県
  - コート・ダジュール 大津膳所店（大津市）
    - 2018年9月1日5:00閉店。「コート・ダジュール 六地蔵店」（京都府京都市伏見区）に統合[141]。これにより、滋賀県から「コート・ダジュール」が消滅した。

  - コート・ダジュール 長浜バイパス店（長浜市）
    - 2017年1月31日閉店[142]。複合カフェへ改装され、同年5月25日に「快活CLUB 長浜店」となった[143]。

  - 快活CLUB 大津石山店（大津市）
    - 2018年8月1日8:00閉店。「快活CLUB 大津膳所店」に統合[144]。

  - 快活CLUB 長浜店（長浜市）
    - 2023年8月28日8:00閉店。「快活CLUB 彦根店」（彦根市）に統合。
- 京都府
  - コート・ダジュール 西院駅前店（京都市右京区）
    - 2019年4月1日5:00閉店。「コート・ダジュール 四条大宮駅前店」（京都市中京区）に統合[145]。同年7月18日、同じビルにある「快活CLUB 西院駅前店」が拡張される予定。

  - コート・ダジュール 六地蔵店（京都市伏見区）
    - 2019年1月15日2:00閉店。「コート・ダジュール 四条大宮駅前店」（京都市中京区）に統合[146]。同年2月1日に「ビッグエコー京都六地蔵店」となった。

  - 快活CLUB 171号久世店（京都市南区）
    - 2018年9月1日8:00閉店。「快活CLUB 京都南インター店」（京都市伏見区）に統合[147]。

  - 快活CLUB 新田辺駅前店（京田辺市）
    - 2018年10月1日8:00閉店。「快活CLUB 宇治大久保店」（宇治市）に統合[148]。

  - 快活CLUB 百万遍店（京都市左京区）
    - 2023年1月16日8:00閉店。「快活CLUB 四条大宮駅前店」（京都市中京区）に統合。
- 大阪府
  - コート・ダジュール 阪急東中通店（大阪市北区）
    - 「KARAOKE804 阪急中通店」として開店。2016年にスタイリッシュからヴァリックへ譲渡され、「コート・ダジュール 阪急東中通店」となった。2017年2月28日閉店。「コート・ダジュール 梅田阪急中通店」に統合[149]。

  - コート・ダジュール 心斎橋2号店（大阪市中央区）
    - 「KARAOKE804 心斎橋North」として開店。2016年にスタイリッシュからヴァリックへ譲渡され、「コート・ダジュール 心斎橋2号店」となった。2017年3月31日閉店。「コート・ダジュール 心斎橋本店」（後述）に統合[150]。

  - コート・ダジュール 天六店（大阪市北区）
    - 2017年5月7日閉店。「コート・ダジュール 梅田阪急中通店」に統合[151]。

  - コート・ダジュール 心斎橋3号店（大阪市中央区）
    - 「KARAOKE804 心斎橋店」として開店。2016年にスタイリッシュからヴァリックへ譲渡され、「コート・ダジュール 心斎橋3号店」となった。2017年9月30日閉店。「コート・ダジュール 戎橋本店」に統合[152]。

  - コート・ダジュール なんば戎橋店（大阪市中央区）
    - 2018年2月28日24:00閉店。「コート・ダジュール 戎橋本店」に統合[153]。

  - コート・ダジュール 心斎橋本店（大阪市中央区）
    - 2018年4月30日24:00閉店。「コート・ダジュール 戎橋本店」に統合[154]。完全個室の複合カフェへ改装され、同年8月30日11:00に「快活CLUBリラックスルーム なんば心斎橋店」となった[155]。

  - コート・ダジュール 梅田阪急東通店（大阪市北区）
    - 2018年5月6日24:00閉店。「コート・ダジュール 泉の広場店」に統合[156]。

  - コート・ダジュール 住之江公園店（大阪市住之江区）
    - 2018年11月2日5:00閉店。「コート・ダジュール 堺百舌鳥店」（堺市北区）に統合[157]。複合カフェへ改装され、2019年1月17日11:00に「快活CLUB 住之江公園駅前店」（後述）となった[158]。

  - コート・ダジュール 堺東店（堺市堺区）
    - 2019年1月15日0:00閉店。「コート・ダジュール 堺百舌鳥店」（堺市北区）に統合[159]。

  - コート・ダジュール 鶴橋駅前店（大阪市天王寺区）
    - 2019年4月1日0:00閉店。「コート・ダジュール 戎橋本店」（大阪市中央区）に統合[160]。複合カフェへ改装され、同年9月26日に「快活CLUBリラックスルーム 鶴橋駅前店（現在の快活CLUB 鶴橋駅前店）」となった。

  - コート・ダジュール 天王寺アポロ店（大阪市阿倍野区）
    - 2019年4月1日0:00閉店。「コート・ダジュール 戎橋本店」（大阪市中央区）に統合[161]。

  - コート・ダジュール 箕面店（箕面市）
    - 2019年4月1日5:00閉店。「コート・ダジュール 伊丹昆陽店」（兵庫県伊丹市）に統合[162]。同年5月1日に「カラオケバンバン箕面店」となった[163]。

  - 快活CLUB 大阪千里店（初代、吹田市）
    - 完全個室へ改装され、2018年8月10日12:00に「快活CLUBリラックスルーム 大阪千里店（現在の快活CLUB 大阪千里店（2代目））」となった[164]。

  - 快活CLUB 河内長野松ヶ丘店（河内長野市）
    - 2019年3月31日閉店。

  - 快活CLUB 豊中向丘店（豊中市）
    - 2020年2月17日8:00閉店。「快活CLUB 大阪千里店（2代目）」（吹田市）に統合。

  - 快活CLUB 大東店（大東市）
    - 2021年8月30日8時閉店。「快活CLUB 城東古市店」（大阪市城東区）に統合。

  - 快活CLUB 住之江公園駅前店（大阪市住之江区）
    - 2019年1月17日11:00に「コート・ダジュール 住之江公園店」跡地（前述）に開店。2021年8月30日8時閉店。「快活CLUB 南津守店」（大阪市西成区）に統合。

  - 快活CLUB 内環巽店（大阪市生野区）
    - 2022年12月5日8:00閉店。「快活CLUB 平野店」（大阪市平野区）に統合。

  - 快活CLUB 26号岸和田店（岸和田市）
    - 2022年12月12日8:00閉店。「快活CLUB 岸和田今木店」に統合[165]。

  - 快活CLUB 守口ジャガータウン店（守口市）
    - 2023年2月27日8:00閉店。「快活CLUB 163号門真店」（門真市）に統合。

  - 快活CLUB 平野店（大阪市平野区）
    - 2023年8月21日8:00閉店。「快活CLUB 東住吉店」（大阪市東住吉区）に統合。

  - 快活CLUB 地下鉄今里駅前店（大阪市東成区）
    - 2024年1月29日8:00閉店。「快活CLUB 布施駅前店」（東大阪市）に統合。

  - 快活CLUB 寝屋川市駅前店（寝屋川市）
    - 2025年3月31日8:00閉店。「快活CLUB 寝屋川池田店」に統合。

- 兵庫県
  - コート・ダジュール グランド六甲店（神戸市灘区）
    - グランド六甲ビルにあった。2017年1月31日閉店[166]。複合カフェへ改装され、同年7月6日に「快活CLUB 六甲道店」（後述）を移転させる形で「快活CLUB グランド六甲店」となった[167]。

  - コート・ダジュール 三宮駅前店（神戸市中央区）
    - 2019年4月1日0:00閉店。「コート・ダジュール 東灘店」（神戸市東灘区）に統合[168]。複合カフェへ改装され、同年6月13日に「快活CLUB 三宮駅前2号店」となった。

  - コート・ダジュール 玉津インター店（神戸市西区）
    - 2020年5月6日閉店。「コート・ダジュール 東灘店」（神戸市東灘区）に統合。店舗は解体、跡地はビバホームに譲渡され、2021年11月10日に「スーパービバホーム 神戸玉津インター店」が出店した[169]。

  - 快活CLUB 六甲道店（神戸市灘区）
    - 2017年7月6日にグランド六甲ビルへ移転し、「快活CLUB グランド六甲店」となった[167]。

  - 快活CLUB 171号西昆陽店（尼崎市）
    - 2007年11月11日開店。2017年5月31日閉店[170]。

  - 快活CLUB 玉津インター店（神戸市西区）
    - 2020年5月25日8:00閉店。「快活CLUB 250号加古川店」（加古川市）に統合。店舗は解体、跡地はビバホームに譲渡され、2021年11月10日に「スーパービバホーム 神戸玉津インター店」が出店した[169]。

  - 快活CLUB 171号西宮店（西宮市）
    - 2020年7月23日11:00に移転し、「快活CLUB 西宮丸橋店」となった。

  - 快活CLUB 神戸北店（神戸市北区）
    - 2023年6月5日8:00閉店。「快活CLUB 鈴蘭台店」に統合。

  - 快活CLUB 高砂店（高砂市）
    - 2025年4月14日8:00閉店。「快活CLUB 250号加古川店」（加古川市）に統合。
- 奈良県
  - コート・ダジュール 大和高田店（大和高田市）
    - 2019年1月15日5:00閉店。「コート・ダジュール 八尾青山店」（大阪府八尾市）に統合[171]。これにより、奈良県から「コート・ダジュール」が消滅した。同年2月14日に「カラオケバンバン大和高田店」となった[172]。

  - コート・ダジュール 橿原店（橿原市）
    - 2018年5月6日24:00閉店。「コート・ダジュール 大和高田店」（大和高田市）に統合[173]。複合カフェへ改装され、同年7月26日に「快活CLUB 奈良橿原店」となった[174]。
- 広島県
  - 快活CLUB 広島安古市店（広島市安佐南区）
    - 2017年2月9日開店[45]。同年10月1日0:00閉店[43]。「快活CLUB 広島祇園店」に統合。

  - 快活CLUB 廿日市店（廿日市市）
    - 2021年5月20日8:00閉店。「快活CLUB 五日市駅前店」（広島市佐伯区）に統合。
- 香川県
  - 快活CLUB 高松屋島店（高松市）
    - 2012年8月9日開店[15]。2018年4月1日8:00閉店[14]。「快活CLUB 高松福岡町店」に統合。

  - 快活CLUB 宇多津店（綾歌郡宇多津町）
    - 2021年8月30日8時閉店。「快活CLUB 丸亀店」（丸亀市）に統合。
- 福岡県
  - コート・ダジュール 中洲川端駅前店（福岡市博多区）
    - 2013年7月19日に九州地方1号店として開店[27]。2017年6月30日閉店。「コート・ダジュール 福岡警固店」（2017年4月6日開店、福岡市中央区）[175]に統合[26]。

  - コート・ダジュール 福岡行橋店（行橋市）
    - 2019年4月1日6:00閉店。「コート・ダジュール 福岡警固店」（福岡市中央区）に統合[176]。複合カフェへ改装され、同年7月25日に「快活CLUB 福岡行橋店」となった。

  - 快活CLUB 福岡伊都店（糸島市）
    - 2014年7月17日開店[177]。2018年4月1日8:00閉店[178]。「快活CLUB 板付店」（福岡市博多区）に統合。

  - 快活CLUB 直方店（直方市）
    - 2022年12月5日8:00閉店。「快活CLUB 八幡穴生店」（北九州市八幡西区）に統合。

  - 快活CLUB 小倉鍛治町店（北九州市小倉北区）
    - 2024年4月1日8:00閉店。「快活CLUB 小倉駅南口店」に統合。
- 長崎県
  - 快活CLUB 長崎大浜店（長崎市）
    - 2022年1月31日8:00閉店。「快活CLUB 長崎空港通り店」（大村市）に統合。
- 熊本県
  - 快活CLUB 熊本南高江店（熊本市南区）
    - 2021年8月30日8時閉店。「快活CLUB 熊本田崎店」（熊本市西区）に統合。

  - 快活CLUB 熊本はません店（熊本市南区）
    - 2022年8月29日8:00閉店。「快活CLUB ワンダーシティ南熊本店」（熊本市中央区）に統合。
- 宮崎県
  - 快活CLUB 宮崎橘通り店（宮崎市）
    - 2019年2月1日8:00閉店。「快活CLUB 宮崎一の宮店」に統合[179]。
- 鹿児島県
  - 快活CLUB 霧島国分店（霧島市）
    - 2014年7月24日開店[32]。2018年3月1日8:00閉店[31]。

  - 快活CLUB 鹿屋店（鹿屋市）
    - 2024年8月26日8:00閉店。「快活CLUB 都城店」（宮崎県都城市）に統合。
- 沖縄県
  - 快活CLUB 宜野湾店（宜野湾市）
    - 2024年4月1日8:00閉店。「快活CLUB 浦添店」（浦添市）に統合。

## 出店地域
快活CLUBfit24が出店
北海道、青森県、岩手県、宮城県、秋田県、山形県、福島県、茨城県、群馬県、埼玉県、千葉県、東京都、神奈川県、新潟県、石川県、福井県、長野県、静岡県、愛知県、滋賀県、和歌山県、大阪府、兵庫県、広島県、山口県、香川県、愛媛県、高知県、福岡県、長崎県、熊本県、宮崎県、鹿児島県、沖縄県。
コート・ダジュールが出店
宮城県、山形県、福島県、茨城県、栃木県、群馬県、千葉県、東京都、神奈川県、新潟県、長野県、山梨県、富山県、石川県、福井県、静岡県、愛知県、京都府、大阪府、兵庫県、岡山県、福岡県。
なおコート・ダジュールは北海道・四国・沖縄には1店舗もない。かつては岩手県、秋田県、埼玉県、三重県、滋賀県、奈良県にも出店していた。
快活CLUBが出店
47都道府県全地域に出店。